# 竪山利忠
竪山 利忠（たてやま としただ、1907年1月15日-1993年12月6日）は、日本の労働運動家・社会学者（労働社会学）。創価大学名誉教授・拓殖大学元教授。戦前は社会主義運動から日本共産党で活動し、転向後は寧ろ反共・右派の労働運動の理論家となった。電機労連委員長から民間連合会長になった竪山利文は弟。

## 人物
鹿児島県谷山村（現・鹿児島市の一部）松崎に生まれる。1924年3月、鹿児島県立第二鹿児島中学校 (旧制)を卒業。1926年3月に第七高等学校造士館 (旧制)文科を卒業し、同4月に東京帝国大学経済学部経済学科入学。帝大入学と同時に新人会に入り、浜松日本楽器大争議に派遣される。新人会幹事長を経て日本共産青年同盟に加盟。また、大山郁夫早稲田大学教授の秘書となり第16回衆議院議員総選挙の支援をおこなう（大山は香川県の選挙区で立候補したが官憲からの選挙干渉もあり落選）。1929年に東京帝大を中退し、日本共産青年同盟委員長に就任して、治安維持法違反で度々検挙された。1937年2月に山崎経済研究所に就職し、1945年3月まで勤める。同所では中国、香港、インドシナ、タイの経済調査を行う。1946年6月、東京帝国大学社会研究所嘱託。1948年4月、専修大学附属労働学院創立とともに講師となり、1956年まで務める。1948年10月、日本生活問題研究所に参加し、後に所長。1950年6月、国鉄中央調停委員。1951年、総評、全繊、国鉄労組等嘱託、日本社会党政策審議会参与、民主社会主義連盟理事。同年6月神奈川県二宮町勤労者会設立に参画する。1960年、国鉄職務評価委員。1961年、核兵器禁止平和建設国民会議理事。
1956年7月から拓殖大学教授を務める。1963年4月に拓殖大学商学部長、1965年4月に拓殖大学政経学部長に就任する。1977年3月に拓殖大学を定年退職し、同年4月から創価大学経済学部教授を務め、1981年に退職して同名誉教授。